# ABINIT
ABINITは、材料科学のためのオープンソースプログラムスイートである。GNU General Public Licenseの下で配布されている。ABINITは分子から、表面、固体まで様々な材料の電子密度と導出特性を計算するために、平面波基底関数系および擬ポテンシャルを使って密度汎関数理論を実装している。世界中の研究者が協力してABINITを開発している。
ウェブベースの使いやすいグラフィカル版（ABINITの完全な機能のうち一部にアクセスできる）がnanoHUBを通じて無料で利用できる。

## 概要
ABINITは、材料中の電子を記述するコーン–シャム方程式を解くことによって密度汎関数理論を実装する。平面波基底関数系によって拡張され、自己無撞着共役勾配法を使ってエネルギー最小構造を決定する。計算効率性は高速フーリエ変換および内殻電子を記述するための擬ポテンシャルを使用することで達成される。標準的なノルム保存型擬ポテンシャルの代替として、PAW法（projector augmented-wave method）を使うことができる。全エネルギーに加えて、幾何最適化およびab initio分子動力学を実行できるように力および応力を計算することもできる。ABINITによって扱うことのできる材料としては、絶縁体、金属、ならびにモット-ハバード絶縁体を含む磁気的に秩序化した系がある。

## 導出特性
材料の電子的基底状態を計算することに加えて、ABINITは以下の項目を含む応答関数を計算するための密度汎関数摂動理論を実装する。
- フォノン
- 誘電応答
- ボルン有効電荷およびIR絶縁体強度テンソル
- ひずみに対する応答ならびに弾性特性
- 圧電応答、ラマン断面、および電気光学応答を含む非線形応答

ABINITは
- 時間依存密度汎関数法
- GW近似およびベーテ・サルピータ方程式を使った多体摂動理論

によって励起状態特性を計算することもできる。